# Danielle Moné Truitt
Danielle Moné Truitt (Sacramento; 2 de marzo de 1981) es una actriz estadounidense. Se hizo conocida por su papel como Rebecca 'Rebel' Knight en la serie de televisión de 2017 Rebel. También ha actuado en series de televisión como Super Fun Night, Snowfall y Deputy.

## Filmografía
Cine
| Año  | Título                                     | Papel        |
| ---- | ------------------------------------------ | ------------ |
| 2005 | Fugitive Hunter                            | Patrice      |
| 2009 | Benny Bliss and the Disciples of Greatness | Choir Singer |
| 2010 | Thespians                                  | Danielle     |
| 2013 | Stolen Moments                             | Erin         |
| 2014 | ETXR                                       | Kay          |
| 2020 | Junebug                                    | Junie        |
| 2020 | Moar Like Goner, Amirite?                  | Cynthia      |

Televisión
| Año       | Título                            | Papel                  | Notas                                          |
| --------- | --------------------------------- | ---------------------- | ---------------------------------------------- |
| 2014      | Super Fun Night                   | Miss T                 | Episodio: "Li'l Big Kim"                       |
| 2015      | Mulaney                           | Girl #2                | Episodio: "Power Moves"                        |
| 2017      | Rebel                             | Rebecca "Rebel" Knight | Personaje principal                            |
| 2019      | Snowfall                          | Sheila                 | Episodio: "The Bottoms"                        |
| 2020      | Deputy                            | Charlie Minnick        | Personaje principal                            |
| 2020      | Chicago Med                       | Dr. Angela Douglas     | Episodio: "Those Things Hidden in Plain Sight" |
| 2021      | Law & Order: Organized Crime      | Sergeant Ayanna Bell   | Personaje principal                            |
| 2021-2022 | Law & Order: Special Victims Unit | Sergeant Ayanna Bell   | 4 episodios                                    |